# Pyrausta flavidiscata
Pyrausta flavidiscata là một loài bướm đêm trong họ Crambidae.